# Isabelle Bauthian
Isabelle Bauthian, née le 29 septembre 1978 à Créteil (Val-de-Marne), est une scénariste de bande dessinée et une romancière française.

## Biographie
Native de Créteil, Isabelle Bauthian présente une thèse de biologie, obtient son doctorat et travaille dans la communication scientifique comme pigiste puis attachée de presse. 

### Scénariste de bande dessinée
En 2008, elle publie sa première bande dessinée avec le dessinateur Sylvain Limousi, Effleurés, aux éditions Dargaud. 
Elle entre en contact avec Rebecca Morse par Internet et toutes deux créent Yessika, voyance, amour, travail, argent..., publié en 2011, qui s'inspire d'anecdotes authentiques pour mettre en scène une étudiante qui exerce comme standardiste dans une société de voyance,.
De nouveau avec Rebecca Morse au dessin, Isabelle Bauthian scénarise la série Alyssa, une série d'humour sur une jeune fille surdouée qui, afin de s'amuser avec ses amis, dissimule ses capacités. Si le premier volume est plutôt accueilli avec quelques réticences sur Actua BD, par la suite le regard général devient plus favorable. La série est adaptée au théâtre à Lyon sous le titre Alyssa sort de ses bulles.
En 2016, elle publie son premier roman, Anasterry, aux éditions ActuSF. Le second, Grish-Mère, reçoit le Prix Elbakin 2018 du meilleur roman de fantasy français,.
Toujours avec la dessinatrice Rebecca Morse, Isabelle Bauthian entreprend une série d'heroic fantasy, Dragon et Poisons, à partir de 2018.
Les travaux d'Isabelle Bauthian se caractérisent généralement par la présence d'une critique sociale et humaine, que celle-ci soit thématique, ou en filigrane .

### Autres activités
Isabelle Bauthian a réalisé les adaptations en bandes dessinées de deux dessins animés : Wakfu et Redakai. 
Rédactrice à Lanfeust Mag, Isabelle Bauthian est également traductrice de l'anglais vers le français. 
Accessoirement, elle a scénarisé et joué dans quelques courts et moyens métrages confidentiels de Michel Castellanet : Les Âmes pixellisées ,  avec, outre Michel Castellanet, Anny Duperey, Roger Miremont, Jean-Claude Dreyfus et Bernard Le Coq et dans Maintenant, premier film francophone en un seul plan séquence.

## Œuvres

### Bandes dessinées
- Effleurés, dessins de Sylvain Limousi, Dargaud, 2008  (ISBN 978-2-205-0590-9-0).
- Anathème : Car tu es née poussière, dessins de X-aël, Emmanuel Proust, coll. « Trilogies », 2008  (ISBN 978-2-84810-219-1).
- Havre, dessins d'Anne-Catherine Ott, Ankama Éditions, coll. « Araignée »

1. La Sorcière et le Nécromancien, 2010  (ISBN 978-2-35910-016-7).
2. Le Pistolero, 2011  (ISBN 978-2-35910-174-4).
3. Les Illuminés et les Obscurs, 2012  (ISBN 978-2-35910-292-5).

- Le Prétexte, dessins de Sylvain Limousi, Dargaud, 2010  (ISBN 978-2-205-06284-7)[14].
- Yessika, voyance, amour, travail, argent... dessin de Rebecca Morse, éd. Drugstore, 2011  (ISBN 978-2-7234-7376-7)
- Ma Vie d'adulte, dessins de Michel-Yves Schmitt, La Boîte à bulles, 2012  (ISBN 978-2-84953-141-9).
- Pleine Lune, dessins de Luca Saponti, Dargaud

1. Je ne veux pas te faire de mal, 2012  (ISBN 978-2-205-06869-6).
2. Tu ne m'as pas oubliée, 2014  (ISBN 978-2-205-07153-5).

- Alyssa, dessin de Rebecca Morse, Soleil Productions

1. Un Q. I. de génie, couleurs de Virginie Blancher, 2014  (ISBN 978-2-302-03696-3).
2. Sélection naturelle, couleurs de Florence Torta, 2014  (ISBN 978-2-302-04239-1).
3. La Théorie de l'attraction, couleurs de Florence Torta, 2015  (ISBN 978-2-302-04767-9).
4. Science et conscience, couleurs de Florence Torta, 2016  (ISBN 978-2-302-05375-5).

- Versipelle, dessins d'Anne-Catherine Ott, Akileos

1. Hiver, 2016  (ISBN 978-2-35574-252-1).
2. Été, 2018  (ISBN 978-2-35574-298-9).

- Je ne me suis jamais sentie aussi belle, dessins de Maud Hopsie, Delcourt, 2016  (ISBN 978-2-7560-5455-1).
- Dans les cuisines de l'Histoire, Le Lombard
  - À la table des chevaliers , dessins de Natalie Nourigat, couleurs de Céline Badaroux 2017  (ISBN 978-2-8036-3636-5).
  - À la table des Empereurs, dessins de Raphaël Beuchot, 2019  (ISBN 978-2-8036-7066-6).
- Dragon & Poisons, dessin de Rebecca Morse, éd. Drakoo

1. Greyson, Névo et Natch, 2019  (ISBN 978-2-490735-01-3).
2. Le Bedonnant et le Balafré, 2021  (ISBN 978-2-490735-09-9).

- La Vie mystérieuse, insolente et héroïque du Dr. James Barry, dessins d'Agnès Maupré, éd. Steinkis, 2020  (ISBN 978-2-36846-249-2).
- L' Esprit critique, dessin de Gally, éd. Delcourt, coll. « Octopus », 2021  (ISBN 978-2-413-00810-1).
- Les Choses sérieuses. Jean Cocteau & Jean Marais, dessin de Maurane Mazars, éd. Steinkis, coll. « Dyade », 2023  (ISBN 978-2-36846-584-4).
- Léonarde, dessins d'Anne-Catherine Ott, couleurs de Tanja Wenisch, Drakoo

1. La Barbe du Houéran, 2024  (ISBN 978-2-3823-3125-5).

- Opportune, dessins et couleurs de Nicoletta Migaldi, Drakoo, 2024  (ISBN 978-2-38233-149-1).

#### Participation à des collectifs
- Marie Moinard et collectif, En chemin elle rencontre... : Les artistes se mobilisent contre la violence faite aux femmes, Des ronds dans l'O / Amnesty International, septembre 2009, 96 p. (ISBN 978-2-917237-06-9)

#### Adaptations
- Wakfu, dessins de Wuye Changje, couleurs de World Wilde, Ankama éditions

1. Les Kamas de la soif 1/2, 2011  (ISBN 978-2-35910-232-1).
2. Les Kamas de la soif 2/2, 2012  (ISBN 978-2-35910-266-6).

- Redakaï, dessins et lettrage de Sib (studio Makma), couleurs de Fred Vigneau (studio Makma), Dargaud

1. Les Frères ennemis, 2012  (ISBN 978-2-205-06937-2).
2. Le Grand Maître, 2012  (ISBN 978-2-205-07007-1).

- Chroniques de San Francisco , d'après Armistead Maupin, dessins de Sandrine Revel, éd. Steinkis

1. 1, 2020  (ISBN 978-2-36846-359-8).
2. 2, 2021  (ISBN 978-2-36846-428-1).

### Romans
- Les Rhéteurs. ActuSF
  1. Anasterry : an 17 du règne de Kolban le Roux, 2016  (ISBN 978-2-36629-819-2).
  2. Grish-Mère, 2018  (ISBN 978-2-36629-861-1).
  3. Montès, 2021  (ISBN 978-2-37686260-4).
- Face au Dragon. Projets Sillex, 2018  (ISBN 978-2-490700-00-4).
- Zone tampon. ActuSF, 2021  (ISBN 978-2-37686-384-7).

## Filmographie

### Courts-métrages
- Les Âmes pixellisées de Michael Castellanet

### Cinéma
- 2015 : Maintenant, de Michael Castellanet